# Jindřich XXVII. z Reussu
Jindřich XXIV. z Reussu (Heinrich XIV Fürst Reuß zu Schleiz; 10. listopad 1858 – 21. listopad 1928) byl v letech 1913 až 1918 posledním knížetem mladší linie Reussů a zároveň také regentem starší linie. Od roku 1927 do své smrti byl hlavou rodu Reussů.
Byl nejstarším potomkem knížete Jindřicha XIV. a jeho ženy Agnes Württemberské. Knížetem a regentem se Jindřich XXIV. stal v roce 1913 po smrti otce.
Po smrti hlavy starší linie Jindřicha XXIV. v roce 1927 se stal hlavou celého rodu. Po jeho smrti v roce 1928 se stal hlavou rodu jeho syn Jindřich XLV. Když Jindřich XLV. v roce 1945 zemřel bezdětný přešel post hlavy rodu na Jindřicha IV. z linie Köstritz.

## Sňatek
11. listopadu 1884 se Jindřich v Langenburgu oženil s o šest let mladší Elisou Hohenlohe-Langenburskou. Manželé spolu měli pět dětí:
- Viktorie Feodora z Reussu (21. dubna 1889 – 18. prosince 1918)
- Luisa z Reussu (17. července 1890 – 12. srpna 1951)
- Jindřich XL. z Reussu (17. září 1891 – 4. listopadu 1891)
- Jindřich XLII. z Reussu (25. července 1893 – 13. května 1913)
- Jindřich XLV. z Reussu (13. května 1895 – 1945)